# ヨーク地域

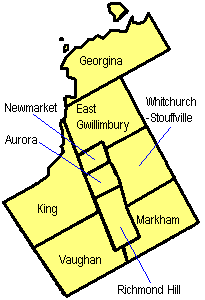
ヨーク地域の諸都市

ヨーク地域（ヨークちいき、英語：Regional Municipality of York）は、カナダのオンタリオ州南中央に位置する地方行政区のひとつ。ヨーク地方（York Region）とも呼ばれる。南はトロント市と接しており、グレータートロント（GTA）や黄金の馬蹄（ゴールデン・ホースシュー、Golden Horseshoe）の一部を形成している。
2001年の人口は73万人であったが、2016年で110万人まで増えている。州内の地方行政区では最も高い成長率を見せており、2031年には人口150万人まで増えると予想されている。面積は大阪府（1,896.80km²）とほぼ同じである。

## 経済
一般的に、地域の南部には工業からハイテク産業まで幅広い産業が普及しており、北部には広大な湿地と農場が残っている。この土地を利用して住宅地の開発が進められているが、開発と保護の間で揺れている。

## 観光
- カナダズ・ワンダーランド ： カナダ最大のテーマパーク（遊園地）。

## 交通

### 空港
- トロント・バトンビル地域空港（Toronto/Buttonville Municipal Airport）

マーカムにある中規模の空港（IATA：YKZ、ICAO：CYKZ）であったが、2023年11月に閉鎖、廃止となった。現在の最寄りの空港はトロント・ピアソン国際空港である。

### 地域交通
- ヨーク・リージョン・トランジット： ヨーク地域の交通局。
  - VIVAラピッド・トランジット：ヨーク・リージョン・トランジットの運営するBRT。

### 高速道路
- 400番台オンタリオ・ハイウェイ （400-series highways）：ヨーク地域には高規格自動車専用道路である400番台ハイウェイが4本走っている。
  - オンタリオ・ハイウェイ400号線（Highway 400）
  - オンタリオ・ハイウェイ404号線（Highway 404）
  - オンタリオ・ハイウェイ407号線（Highway 407）：有料道路（ETR、407 Express Toll Route）
  - オンタリオ・ハイウェイ427号線（Highway 427）

## 地理

### 地域
南はトロント市、西はピール地域、東はダラム地域と接しており､北はシムコー湖及びシムコー郡に接している。

### 人口
| 年度   | 人口（人） | 増加率（%） |
| ------ | ---------- | ----------- |
| 2016年 | 1,109,909  | 7.5         |
| 2011年 | 1,032,524  |             |
| 2006年 | 892,712    | 22.4        |
| 2001年 | 729,254    | 23.1        |
| 1996年 | 592,445    | -           |

- 増加率は過去5年間の人口増加率を意味する。

同地域では1996年から2001年、2001年から2006年までの人口増加率がそれぞれ23.1%、22.4%となっており、わずか10年間で30万人も増加している。2001年から2006年で人口増加率25.4%のマーカム、31.2%のヴォーン、23.2%のリッチモンドヒル （Richmond Hill）、18.6%のオーロラなど軒並み高い成長率を見せている。

## 主な都市
（以下、人口順）
- マーカム （Markham）
- ヴォーン （Vaughan）
- リッチモンドヒル （Richmond Hill）
- ニューマーケット （Newmarket）
- オーロラ （Aurora）
- ジョージーナ （Georgina）
- イースト・グウィリンベリー （East Gwillimbury）
- ウィットチャーチ・ストウビル （Whitchurch-Stouffville）
- キング （King）

## 姉妹都市
- オムスク （ロシア・シベリア連邦管区）：1997年8月28日姉妹都市提携